# Ryu Tae-joon
Ryu Tae-joon (nacido el 7 de diciembre de 1971) es un actor coreano.

## Filmografía

### Telenovelas
- Secretos de familia (tvN, 2014) - Min Joon-hyuk
- Noblewoman (jTBC, 2014) - Baek Ki-ha
- El Gran Vidente (SBS, 2012) - Rey
- Gongmin
- Novela: Mi Querida Hermana (KBS2, 2011-2012) - Kang Joon Mo
- Drama Especial  "Sueño de 400 años" (KBS2, 2011) - Jo Hyun Min / Moo Hyun[1]
- Todo Sobre el Matrimonio (KBS2, 2010) - Choi Hyun Wook
- Entrenador ecológico (SBS, 2009) - Yoon Hyung Mo
- Mamá trabajadora (SBS, 2008) - Ha Jung Won
- Nieve en Agosto (SBS, 2007) - Oh Jong Hyuk
- Pez azul (SBS, 2007) - Park Dong Hyuk
- Loco enamorado (SBS, 2007) - Kang Jae Hoon
- Hwang Jini (KBS2, 2006) - Byuk Kye Soo[2]
- Amor Verdadero (MBC, 2006) - Kim Joo Yeop

### Películas
- Eres Mi Mascota  (2011) - Cha Woo Sung[3]
- Chica Scout (2008) - Lee Jong Dae[4]

### Apariciones en espectáculos de variedad
- King of Mask Singer (11 de junio de 2017) - participó como "The Dream of The Seagull" (ep. 115)
- Corazón fuerte (13 y 20 de abril de 2010; 20 y 27 de diciembre de 2011)
- Señor del Anillo (20 de agosto de 2012, episodio piloto)
- Ya Shim Man Man (9 de julio de 2007)

## Discografía
| Información de álbum                                                    | Listado de pista |
| ----------------------------------------------------------------------- | --- |
| 하얀 기억 속의 너 - Ryu Tae Jun - 1.º Álbum - Lanzado en: abril de 1998 | Track listing 1. 천년 인연 2. 하얀 기억속의 너(1) 3. 심혼 4. 사랑의 향기 5. 겨울풍경 6. 하얀 기억속의 너 7. 하늘이 울면 8. 나의 길 9. 돈키호테 10. 너에게 |

## Premios
- 2007 SBS Premio Drama - Premio a la Nueva Estrella